# Sisters (Oregón)
Sisters es una ciudad ubicada en el condado de Deschutes en el estado estadounidense de Oregón. En el año 2008 tenía una población de 1.875 habitantes y una densidad poblacional de 255.4 personas por km².

## Geografía
Sisters se encuentra ubicada en las coordenadas 44°17′27″N 121°32′56″O / 44.29083, -121.54889.

## Demografía
Según la Oficina del Censo en 2000 los ingresos medios por hogar en la localidad eran de $35,000, y los ingresos medios por familia eran $43,977. Los hombres tenían unos ingresos medios de $35,563 frente a los $21,771 para las mujeres. La renta per cápita para la localidad era de $17,847. Alrededor del 10.4% de la población estaban por debajo del umbral de pobreza.